# ヨハン・シャルク
ヨハン・シャルク(ドイツ語: Johann Schalk、1903年9月19日 - 1987年11月9日)は、オーストリア＝ハンガリー帝国出身の軍人。最終階級は空軍大佐。オーストリア空軍及びドイツ国防軍空軍に所属していた。
第二次世界大戦では総出撃回数163回、総撃墜数15機を記録した。

## 経歴
シャルクは1922年にオーストリア空軍へ入隊した。1928年には少尉へ昇進している。1933年8月には飛行隊長へ就任し、その後第1戦闘飛行隊の指揮官となった。
シャルクには曲芸飛行選手としての一面もあり、オーストリアのみならずドイツやイタリアでも経験を積んでいった。アンシュルス以降はドイツ国防軍空軍に入隊し、1938年8月1日に第134戦闘航空団第IV飛行隊飛行隊長へ就任した。第IV飛行隊は1939年5月1日に第26駆逐航空団第III飛行隊へと再編されている。
第二次世界大戦ではフランス侵攻で5機、バトル・オブ・ブリテンで6機など、総撃墜数15機を記録している。
シャルクは空軍名誉杯を受章した最初の人物であり、かつ駆逐飛行隊所属のパイロットとして最初の騎士鉄十字章受章者でもある。

## 叙勲
- 空軍名誉杯 (1940年8月21日)[1]
- 鉄十字章
  - 二級鉄十字勲章1939年章
  - 一級鉄十字勲章1939年章
- 騎士鉄十字章
  - 騎士鉄十字章 (1940年9月5日)[2][3]